# Human Highway
Human Highway es un largometraje estadounidense dirigido por Neil Young bajo el seudónimo de Bernard Shakey. La película fue codirigida por Dean Stockwell y protagonizada por el músico junto a otros artistas como Russ Tamblyn, Dennis Hopper y el grupo Devo. Recibido con pobres reseñas por la crítica cinematográfica, Human Highway fue estrenado en teatros selectos y no fue publicado en VHS hasta 1995.

## Elenco
El elenco de Human Highway incluye, por orden de aparición, a Neil Young (como Lionel Switch, un mecánico), Russ Tamblyn (como Fred Kelly, amigo de Lionel), Dean Stockwell (como Otto Quartz, dueño del restaurante y de la estación de servicio), y Dennis Hopper (como Cracker, el cocinero). El papel de camarera es interpretado por Charlotte Stewart, el de Kathryn por Sally Kirkland y el de Irene por Geraldine Baron. Los miembros del grupo Devo aparecieron como personal de la planta nuclear. La película se estrenó después de la muerte del cantante David Blue, que fue elegido para interpretar el papel de Earl Duke, el lechero.

## Producción
Durante cuatro años, Young gastó tres millones de dólares de sus ahorros en producir Human Highway. El rodaje comenzó en 1978 en San Francisco (California) y en Taos (Nuevo México), y fue reanudado tres años después en los Raleigh Studios de Hollywood. El escenario que incluyó el restaurante y la estación de servicio fue construido según las indicaciones del músico, con la idea inicial de representar un día en la vida de Lionel durante el último día de la Tierra. El guion, realizado por Young, Stockwell y Tamblyn, fue una combinación de improvisación y desarrollo de pequeñas historias a medida que surgían.
Dennis Hopper, que interpretó el papel de cocinero, desarrolló trucos con cuchillos reales durante la grabación de la película, y en un momento en el que Sally Kirkland intentó quitarle uno, sufrió cortes en un tendón. Kirkland tuvo que ser trasladada a un hospital y demandó posteriormente a Hopper, alegando que estaba fuera de control. El propio actor admitió que durante esa época consumía drogas con exceso.
Human Highway supuso la primera experiencia cinematográfica del grupo Devo en Hollywood. La grabación de «Hey Hey My My» con Young fue registrada en Different Fur, San Francisco. Durante la interpretación, Mark Mothersbaugh intercaló el verso «Rust never sleeps», que pronto fue una inspiración para Young a la hora de grabar el álbum Rust Never Sleeps.